# Molina di Ledro
Molina di Ledro é uma comuna italiana da região do Trentino-Alto Ádige, província de Trento, com cerca de 1.495 habitantes. Estende-se por uma área de 39 km², tendo uma densidade populacional de 38 hab/km². Faz fronteira com Riva del Garda, Bezzecca, Pieve di Ledro, Tiarno di Sopra, Nago-Torbole, Limone sul Garda (BS), Tremosine (BS).